# 陶岔渠
陶岔渠位于中国河南省淅川县九重镇陶岔村，陶岔渠首枢纽工程是南水北调中线工程的渠首，是丹江口水库的副坝和南水北调中线工程的标志性建筑。中线工程完工后，陶岔渠首将成为向中国北方京津冀等地区送水的“水龙头”。

## 概况
渠首闸海拔高度162米，宽100余米，渠首闸以下为总干渠，全长8.9公里。渠首闸坝顶高程176.6米，轴线长265米。引水闸底部高程140米，分3孔，孔口尺寸宽7米，高6.5米，设计流量350立方米/秒，加大流量可达420立方米/秒。中央投资6219万元人民币，地方自筹资金7345万元人民币。

## 历史

### 建设背景
1958年3月，中共中央政治局在成都市举行的扩大会议上，中共中央主席毛泽东提出：“打开通天河、白龙江与洮河，借长江济黄（黄河），丹江口引汉（汉水）济黄，引黄济卫（卫河），同北京连起来”，会议决定修建丹江口大坝。同年，国务院总理周恩来批文：“远景南水北调，中期引汉济黄、济淮（淮河），近期引丹灌溉至（邓州）刁河以南”，在这样的背景下，陶岔渠首的建设被提上议程。

### 前期准备
丹江口大坝主体工程于1967年建成之后，水利电力部要求尽快建设引水总干渠和渠首闸门，并委托长江水利委员会组织豫鄂两省唐白河灌区内的地级行政区、县级行政区进行渠首及总干渠南阳段选点选线的勘查工作，此后，由河南省水利厅3人、南阳地区水利局1人和邓县2名水利负责人组成的6人小组于1967年6月至7月开展勘查工作，并于7月底形成查勘纪要。邓县革命委员会于1968年12月开始做施工准备，分别修建从九重乡和彭桥乡到陶岔村的两条公路，开展三通一平（通水、通电、通路和场地平整）工作，并在工地搭建工棚为工程建设做准备。

### 开工建设
开工典礼于1969年1月26日在当时的邓县九重乡（今淅川县九重镇，当时九重乡属邓县管辖）陶岔村石盘岗举行，先后共动员南阳地区10万余人参与工程建设，历时5年零8个月，1974年8月，深49米、底部宽150米、上部宽500余米、总长度达10余公里的引丹总干渠完工，高6.7米、宽100余米、高140米的渠首水闸落成，共挖出土方、石块及混凝土浇筑方6700万立方米。若将整个工程的土石量砌成宽、高各１米的小坝，可沿赤道绕地球转1周半。因施工条件简单，环境艰苦，有2880名群众在工地上受伤致残，有141人牺牲，工程完工之后，同年8月16日开闸放水。

## 陶岔渠首枢纽工程

### 工程概况
2009年12月28日上午10时，陶岔渠首枢纽工程在九重镇陶岔村渠首施工现场举行了奠基仪式。渠首枢纽工程是南水北调中线一期引水工程,是丹江口水库的副坝。集引水、灌溉、发电、旅游、休闲度假为一体，建成后将会成为南水北调中线工程的标志性建筑。渠首电站装机2台，单机容量25MW，总装机容量50MW，建成后将会被河南电网统一管理调度。工程已批复总投资8亿多元人民币，其中电站投资约3.7亿元人民币。

### 数据之最
- 总干渠最宽开口410米
- 总干渠最大挖深为47米
- 单标投资最大的淅川县第二标段长度5.6公里，投资8亿元
- 九重镇是唯一一个穿越集镇而过的镇[6]

| 丹江口水库旅游图                                                                                           |
| --- |
| ▲丹江口大坝 ▲武当山 ▲ 丹江大观苑 ▲坐禅谷 香严寺▲ 太极峡▲ 八仙洞 ▲丹江小三峡 ▲ 丹阳湖 渠首 ▲ 杏山地质公园 ▼ |